# 昭島郵便局
昭島郵便局（あきしまゆうびんきょく）は東京都昭島市にある郵便局。民営化前の分類では集配普通郵便局であった。

## 概要
住所：〒196-8799 東京都昭島市松原町1-9-31

## 沿革
- 1965年（昭和40年）12月6日 - 昭島郵便局として、昭島市昭和町に開局。同日、拝島郵便局から集配業務を移管[1]。
- 1966年（昭和41年）2月21日 - 特定郵便局から普通郵便局に局種別改定。
- 1976年（昭和51年）10月15日 - 風景入通信日付印の使用を開始。
- 1984年（昭和59年）6月4日 - 昭島市昭和町一丁目から、同市松原町一丁目に局舎を新築、移転。
- 1998年（平成10年）9月1日 - 外国通貨の両替および旅行小切手の売買に関する業務取扱を開始。
- 2007年（平成19年）10月1日 - 民営化に伴い、併設された郵便事業昭島支店に一部業務を移管。
- 2012年（平成24年）10月1日 - 日本郵便株式会社発足に伴い、郵便事業昭島支店を昭島郵便局に統合。

## 取扱内容
- 郵便、印紙、ゆうパック、内容証明
- 貯金、為替、振替、振込、国際送金、外貨両替・トラベラーズチェック、国債、投資信託
- 生命保険、バイク自賠責保険、自動車保険
- ゆうちょ銀行ATM
- 昭島市内の集配業務
- ゆうゆう窓口

## 周辺
- 東京消防庁第八消防方面本部 昭島消防署
- 昭島市民図書館 昭和分館
- 東京西徳洲会病院
- 昭和飛行機工業 本社・昭島工場

## アクセス
- JR青梅線 昭島駅から西へ約600m（徒歩約7分）
- 立川バス、Aバス 昭島郵便局停留所下車
- 中央自動車道 八王子ICから北へ約4.5km、首都圏中央連絡自動車道（圏央道） あきる野ICから東へ約7km
- 駐車場あり：25台